# San Vicente de Garma
San Vicente de Garma är en ort i Mexiko.   Den ligger i kommunen Valle de Santiago och delstaten Guanajuato, i den centrala delen av landet, 240 km nordväst om huvudstaden Mexico City. San Vicente de Garma ligger 1 727 meter över havet och antalet invånare är 867.
Terrängen runt San Vicente de Garma är platt åt nordost, men åt sydväst är den kuperad. Runt San Vicente de Garma är det ganska tätbefolkat, med 166 invånare per kvadratkilometer. Närmaste större samhälle är Valle de Santiago, 4,4 km söder om San Vicente de Garma. Trakten runt San Vicente de Garma består till största delen av jordbruksmark.